# Пауло Дибала
Па́уло Бру́но Диба́ла (італ. Paulo Bruno Dybala, нар. 15 листопада 1993, Лагуна-Ларга, Кордова) — аргентинський футболіст польсько-італійського походження, фланговий атакувальний півзахисник та нападник італійської «Роми» і національної збірної Аргентини.

## Клубна кар'єра

### «Інституто»
Народився 15 листопада 1993 року в місті Лагуна-Ларга. Дід футболіста — поляк Болеслав Дибала (пол. Bolesław Dybała), який емігрував до Аргентини, а багато інших родичів мають італійське коріння.
Дибала почав свою кар'єру в дитячій команді місцевого клубу «Ньюелл Олд Бойз Лагуна Ларга». У 10 років він перейшов до юнацької команди другого аргентинського дивізіону «Інституто». У 15 років у Паоло помер батько, після чого хлопець твердо для себе вирішив стати професійним футболістом.
12 серпня 2011 року в матчі проти «Уракана» півзахисник дебютував за основний склад «Інституто». Через тиждень у поєдинку проти «Альдосіві» Паоло забив свій перший гол. За 7 місяців, проведених у складі «Інстітуто», Дибала зробив два хет-трики в зустрічах проти «Атланти» й «Десампарадоса», загалом забивши 17 м'ячів. Паоло побив рекорд Маріо Кемпеса, який тримався з 1972 року, ставши у віці 17 років наймолодшим бомбардиром, а також встановив унікальне досягнення, вразивши ворота суперників у 7-ми матчах поспіль. До цього максимальна гольова серія становила 4 матчі. Крім того, Дибала є автором 1000-го голу «Інституто» в чемпіонаті Аргентини.

### «Палермо»
29 квітня 2012 року президент італійського «Палермо» Мауріціо Дзампаріні оголосив про підписання контракту з Паоло. У той же день дану інформацію спростував представник «Інституто». Однак уже 20 липня Дибала підписав чотирирічний контракт із сицилійським клубом. 2 вересня в матчі проти «Лаціо» Паоло дебютував у Серії А. 11 листопада у поєдинку проти «Сампдорії» Дибала зробив «дубль», забивши свої перші голи за новий клуб. Він став наймолодшим футболістом, що коли-небудь забивав за «Палермо».
Всього відіграв за клуб зі столиці Сицилії три сезони своєї ігрової кар'єри. Більшість часу, проведеного у складі «Палермо», був основним гравцем команди, взявши участь у 89 матчах чемпіонату і забивши 21 гол.

### «Ювентус»
4 червня 2015 року Пауло перейшов в «Ювентус», підписавши п'ятирічний контракт. Сума трансферу склала 32 млн євро.. У своєму першому сезоні у туринському клубі відразу ж став основним нападником, замінивши у складі «старої сіньйори» співвітчизника Карлоса Тевеса, який повернувся на батьківщину. У дебютному сезоні з 23 голами у 46 матчах в усіх турнірах став найкращим бомбардиром «Юве», обійшовши у суперечці за це звання іншого новачка команди Маріо Манджукича (13 голів).
З наступного сезону до туринської команди прийшов ще один аргентинець, Гонсало Ігуаїн, який перебрав на себе роль головної ударної сили в нападі туринців, проте Дибала залишався гравцем основного складу і також регулярно відзначався голами.
В сезоні 2017/18 Пауло почав грати під 10 номером. 26 серпня 2017 року оформив перший хет-трик за «Ювентус» в матчі проти іншого клубу Серії A «Дженоа».
В сезоні 2017/18 аргентинський дует нападників «Ювентуса» забив в усіх турнірах 49 голів на двох, причому вправнішим був саме Дибала — 26 голів проти 23 у Гонсало Ігуаїна.
Протягом своїх трьох перших сезонів в «Ювентусі» незмінно допомагав команді робити «золоті дублі» — вигравати чемпіонат і Кубок країни.
Перший хет-трик в Лізі чемпіонів забив у сезоні 2018–2019 в домашньому матчі групового етапу проти «Янг Бойз»(3:0), забивавши на 5, 33, 69 хвилинах матчу. В матчі головному матчі групи H проти «Манчестер Юнайтед» Дибала забив єдиний гол у матчі, і дозволив «Ювентусу» вийти з групи з першого місця.

### «Рома»
20 липня 2022 року Пауло Дибала на правах вільного агента перейшов до «Роми». 14 серпня дебютував за клуб у виїзному матчі Серії А проти «Салернітани» (1:0). 26 лютого 2024 року в матчі Серії А проти «Торіно» оформив хет-трик. У січні 2025 року його контракт було продовжено до червня 2026 року.

## Виступи за збірні
У 2011 році Дибала потрапив у розширений список збірної Аргентини (до 17 років) для участі у Панамериканських іграх, але в підсумку в остаточну заявку не потрапив. 19 липня 2012 року він отримав запрошення в молодіжну збірну Аргентини, але відхилив його.
Завдяки своїй бабусі по материнській лінії, яка мала італійське коріння, 13 серпня 2012 року Пауло отримав італійське громадянство, через що у футболіста з'явилось право виступати й за цю збірну.
Утім врешті-решт зробив свій вибір національної команди на користь своєї батьківщини й 13 жовтня 2015 року дебютував за збірну Аргентини, вийшовши на заміну в матчі відбору на ЧС-2018 проти збірної Парагваю. Згодом регулярно з'являвся на полі в матчах відбіркового турніру і в травні 2018 року був включений до заявки збірної на фінальну частину тогорічної світової першості.
У травні 2019 року Дибала був включений до попереднього складу збірної Аргентини з 40 осіб на Копа Америка 2019 року. Пізніше того ж місяця він був включений до остаточного складу з 23 осіб на турнір. В останньому матчі групового етапу Аргентина проти Катару 23 червня Дибала асистував голом Агуеро у перемозі з рахунком 2:0, вийшовши з лави запасних замість Лаутаро Мартінеса, що дозволило команді вийти до плей-офф турніру. У матчі за третє місце проти Чилі 6 липня Дибала вперше вийшов у старті на турнірі та забив другий гол Аргентини в переможному матчі з рахунком 2:1, допомігши своїй команді завоювати бронзову медаль.

## Стиль гри
Пауло може грати на позиціях відтягнутого форварда або атакувального півзахисника. В «Палермо» частіше грав центрального нападника та після переходу в «Ювентус» почав грати трохи нижче. Дибала дуже технічний гравець з хорошим ударом, штрафним та швидкістю. Плеймейкер Роми дуже креативний футболіст, може віддати класний пас у важкій ситуації. Аргентинець один з найкращих дриблерів в сучасному футболі. У Пауло також є своє фірмове святкування голу. Він ставить руку на лице, зображаючи маску.

## Особисте життя
Пауло має італійське громадянство, яке отримав 13 серпня 2012 року для полегшення переходу до італійського клубу «Палермо» та обійти правила Італійської федерації футболу(F.I.G.C.), які дозволяють грати в команді Серії А лише двом гравцям із країн, які не входять до ЄС. Дибала спочатку намагався отримати громадянство Польщі через походження від свого діда, але бюрократія була надто складною. Його дід Болеслав Дибала походив із села Краснюв у Польщі; він емігрував до Аргентини під час Другої світової війни. Частина родини його діда переїхала до Канади. Сім'я Дібали також частково має італійське походження через його прабабусю по материнській лінії, яка була родом з провінції Неаполь.
Дибала має кілька татуювань на тілі, дві смуги на лівій руці, арабське татуювання, коронований футбол на нозі, а також тату очей своєї коханої дружини на лівому зап'ясті руки.
З 2018 року Дибала перебуває у стосунках з Оріаною Сабатіні, яка є донькою венесуельської актриси Кетрін Фулоп і Освальдо Сабатіні та племінницею легендарної аргентинської чемпіонки з тенісу Габріели Сабатіні. 20 липня 2024 року пара одружилася.
| Дата       | Місто           | Господарі | Результат | Гості     | Турнір                                 | Голи | Примітки  |
| ---------- | --------------- | --------- | --------- | --------- | -------------------------------------- | ---- | --------- |
| 13-10-2015 | Асунсьйон       | Парагвай  | 0 – 0     | Аргентина | Відбір до ЧС 2018                      | -    | 75'       |
| 13-11-2015 | Буенос-Айрес    | Аргентина | 1 – 1     | Бразилія  | Відбір до ЧС 2018                      | -    | 81'       |
| 17-11-2015 | Барранкілья     | Колумбія  | 0 – 1     | Аргентина | Відбір до ЧС 2018                      | -    | 70' 90+2' |
| 1-9-2016   | Буенос-Айрес    | Аргентина | 1 – 0     | Уругвай   | Відбір до ЧС 2018                      | -    | 29', 45'  |
| 7-10-2016  | Ліма            | Перу      | 2 – 2     | Аргентина | Відбір до ЧС 2018                      | -    | 65'       |
| 12-10-2016 | Кордова         | Аргентина | 0 – 1     | Парагвай  | Відбір до ЧС 2018                      | -    | 59'       |
| 9-6-2017   | Мельбурн        | Бразилія  | 0 – 1     | Аргентина | товариський матч                       | -    | 69'       |
| 13-6-2017  | Сінгапур        | Сінгапур  | 0 – 6     | Аргентина | товариський матч                       | -    |           |
| 31-8-2017  | Монтевідео      | Уругвай   | 0 – 0     | Аргентина | Відбір до ЧС 2018                      | -    | 71'       |
| 5-9-2017   | Буенос-Айрес    | Аргентина | 1 – 1     | Венесуела | Відбір до ЧС 2018                      | -    | 62'       |
| 11-11-2017 | Москва          | Росія     | 0 – 1     | Аргентина | товариський матч                       | -    | 87'       |
| 14-11-2017 | Краснодар       | Аргентина | 2 – 4     | Нігерія   | товариський матч                       | -    | 63'       |
| 21-6-2018  | Нижній Новгород | Аргентина | 0 – 3     | Хорватія  | ЧС 2018 - 1-й етап                     | -    | 68'       |
| 12-9-2018  | Іст-Ратерфорд   | Колумбія  | 0 – 0     | Аргентина | товариський матч                       | -    | 54'       |
| 11-10-2018 | Ер-Ріяд         | Ірак      | 0 – 4     | Аргентина | товариський матч                       | -    |           |
| 16-10-2018 | Джидда          | Бразилія  | 1 – 0     | Аргентина | товариський матч                       | -    | 58'       |
| 16-11-2018 | Кордова         | Аргентина | 2 – 0     | Мексика   | товариський матч                       | -    | 72'       |
| 21-11-2018 | Мендоса         | Аргентина | 2 – 0     | Мексика   | товариський матч                       | 1    | 81'       |
| 26-3-2019  | Танжер          | Марокко   | 0 – 1     | Аргентина | товариський матч                       | -    | 79'       |
| 8-6-2019   | Сан-Хуан        | Аргентина | 5 – 1     | Нікарагуа | товариський матч                       | -    | 46'       |
| 23-6-2019  | Порту-Алегрі    | Катар     | 0 – 2     | Аргентина | Копа Америка 2019 - 1-й етап           | -    | 76'       |
| 28-6-2019  | Ріо-де-Жанейро  | Венесуела | 0 – 2     | Аргентина | Копа Америка 2019 - чвертьфінал        | -    | 85'       |
| 2-7-2019   | Белу-Оризонті   | Бразилія  | 2 – 0     | Аргентина | Копа Америка 2019 - півфінал           | -    | 85'       |
| 6-7-2019   | Сан-Паулу       | Аргентина | 2 – 1     | Чилі      | Копа Америка 2019 - матч за 3-тє місце | 1    | 67'       |
| 5-9-2019   | Лос-Анджелес    | Чилі      | 0 – 0     | Аргентина | товариський матч                       | -    | 15' 70'   |
| 10-9-2019  | Сан-Антоніо     | Аргентина | 4 – 0     | Мексика   | товариський матч                       | -    | 46'       |
| 9-10-2019  | Дортмунд        | Німеччина | 2 – 2     | Аргентина | товариський матч                       | -    | 62'       |
| 13-10-2019 | Ельче           | Еквадор   | 1 – 6     | Аргентина | товариський матч                       | -    | 46'       |
| 18-11-2019 | Тель-Авів       | Аргентина | 2 – 2     | Уругвай   | товариський матч                       | -    | 76'       |
| 2-9-2021   | Каракас         | Венесуела | 1 – 3     | Аргентина | Відбір до ЧС 2022                      | -    | 80'       |
| 12-11-2021 | Монтевідео      | Уругвай   | 0 – 1     | Аргентина | Відбір до ЧС 2022                      | -    | 33' 64'   |
| 1-2-2022   | Кордова         | Аргентина | 1 – 0     | Колумбія  | Відбір до ЧС 2022                      | -    | 68'       |
| 1-6-2022   | Лондон          | Італія    | 0 – 3     | Аргентина | Фіналіссіма 2022                       | 1    | 90+1'     |
| 5-6-2022   | Памплона        | Аргентина | 5 – 0     | Естонія   | товариський матч                       | -    | 62'       |
| Усього     |                 | Матчів    | 34        |           | Голів                                  | 3    |           |

## Титули і досягнення
- Переможець Серії B (1):

«Палермо»: 2013-14
- Чемпіон Італії (5):

«Ювентус»: 2015–16, 2016-17, 2017-18, 2018-19, 2019-20
- Володар Кубка Італії (4):

«Ювентус»: 2015-16, 2016-17, 2017-18, 2020-21
- Володар Суперкубка Італії (3):

«Ювентус»: 2015, 2018, 2020
Збірні
- Чемпіон світу: 2022
- Переможець Суперкласіко де лас Амерікас: 2017, 2019
- Бронзовий призер Кубка Америки: 2019
- Володар Кубка чемпіонів КОНМЕБОЛ–УЄФА: 2022